# Gabiadji
Gabiadji è una città e sottoprefettura della Costa d'Avorio appartenente al  dipartimento di San-Pédro. Conta una popolazione di 109 993 abitanti (censimento 2014).